# Víctor Manuel Vázquez Portomeñe
Víctor Manuel Vázquez Portomeñe (Taboada, 16 de septiembre de 1934), es abogado y político conservador de Galicia, España.

## Biografía
Licenciado en Derecho por la Universidad de Santiago de Compostela y secretario de Administración Local por oposición, ejerció la abogacía durante dieciocho años como perteneciente a varios Colegios de Abogados.
Fue consejero sin cartera con José Quiroga Suárez durante el periodo preautonómico de Galicia y uno de los redactores del borrador del Estatuto de Autonomía de Galicia aprobado en 1981; diputado en el Parlamento de Galicia por Alianza Popular y, después, por el Partido Popular (1981-1997).
Fue consejero de Educación en el gobierno de la Junta de Galicia presidido por Gerardo Fernández Albor (1983-1986), periodo en el que se fueron asumiendo las competencias estatales en materia de educación. Durante su mandato se aprobó el Estatuto de la Universidad de Santiago de Compostela y se desbloqueó la aplicación de la Ley de Reforma Universitaria. Cuando el entonces vicepresidente de la Junta, Xosé Luís Barreiro Rivas, presentó su dimisión, y prosperó la moción de censura al gobierno de Fernández Albor, siendo nombrado presidente de la Junta el socialista, Fernando González Laxe con el apoyo del Partido Socialista de Galicia (PSdG-PSOE), Coalición Galega y Partido Nacionalista Galego, Vázquez Portomeñe se convirtió en portavoz de los conservadores en el Parlamento gallego y asumió la oposición al gobierno tripartito.
Con los gobiernos de Manuel Fraga, fue consejero de Relaciones Institucionales y portavoz del gobierno (1990-1993). Durante su mandato se puso en marcha el primer programa elaborado por la Junta de Galicia para la celebración y difusión del Año Santo Jacobeo (1993).. Posteriormente, asumió el cargo de consejero de Cultura (1993-1996), pudiendo llegar a acuerdos con la oposición política para las leyes de Patrimonio Cultural de Galicia (Ley 8/1995) y la de Protección de los caminos de Santiago (Ley 3/1996). Puso en funcionamiento el Centro Superior Bibliográfico de Galicia e impulsó la red de infraestructuras culturales a través de la creación de casas de cultura en los municipios gallegos Finalmente fue consejero sin cartera para Asuntos Parlamentarios (1993-1997) y, desde 1996, senador durante tres mandatos: el primero nombrado por el parlamento gallego (1996-2000) y los otros dos (2000 a 2008) elegido por la circunscripción electoral de Pontevedra.
En 2010 recibió la Medalla de Oro de Galicia por su trabajo en pro del Año Santo Jacobeo.